# 안산 (서울)
안산(鞍山)은 대한민국 서울특별시 서대문구 홍제동에 있는 한국의 화강암 산으로, 무악(毋岳) 또는 기산(岐山)이라고도 불린다. 안현(鞍峴), 안현산(鞍峴山) , 길마재 등으로도 불린다. 통일로를 경계로 종로구 인왕산과 맞닿아 있으며 그 사이에 무악재 고개를 두고 있다.
조선 태조 이성계가 옛 개경으로부터 수도 천도를 결정할 무렵, 하륜이 새 도읍지의 후보로 제시하였다는 무악은 바로 이곳을 뜻한다. 오늘날에는 그 일대가 안산도시자연공원으로 지정되어 있다.

## 지명별 유래

### 안산
'안산'(鞍山)이라는 지명은 동봉과 서봉의 두 봉우리로 이루어져 그 형세가 마치 말의 안장(鞍裝)과 같다고 하여 붙여진 것이다. 인왕산과 안산 사이를 넘는 고개인 무악재의 또 다른 이름들인 '안현'과 '길마재'는 모두 이 명칭에서 유래한 것으로, 길마는 말의 안장을 부르는 우리말이다.:337 서대문구 홍제동에 1936년 개교한 서울안산초등학교의 이름은 여기서 유래된 것이다. 안산의 고개는 안현(鞍峴)이라는 이름으로 불렸는데, 와전되어 안현산(鞍峴山)이라는 별칭도 나타났다.

### 무악
역사 속에서 널리 알려진 안산의 다른 이름은 '무악'(毋岳)으로, 태조 이성계가 옛 고려의 수도 개경으로부터 벗어나 새로운 수도를 정하고자 할 때 한양(남경) 외에 거론되었던 후보지 중 한 곳인 '무악'과,:339-340 인접한 종로구 무악동의 '무악',:265 그리고 연세대학교 교가의 도입부인 '관악산 바라보며 무악에 둘러 …'에 등장하는 '무악'은 모두 이 산을 가리키는 것이다.
이 지명의 유래로 널리 알려진 배경은 풍수지리적 관점에서 의도적으로 붙여진 이름이라는 것이다. 17세기에 지봉 이수광이 지은 백과사전 지봉유설에 따르면 풍수지리적 관점에 의할 때 서울의 진산(鎭山)인 북한산 인수봉의 형세가 마치 아이가 도망을 가는 모습과 같으므로 이를 막기 위해 이곳을 '어머니의 산'이라는 뜻의 모악(母岳)으로 이름 붙였다고 하는바,:213-214 모악(母岳)의 '어머니 모'(母)가 '아닐 무'(毋)로 다르게 읽히면서 '무악'(毋岳)이라는 이름이 유래된 것으로 추정된다.:338
무악이라는 이름을 설명하는 다른 가설로는 이 산과 인왕산 사이를 넘는 고개가 본래 인왕산 호랑이 등 맹수가 출몰하여 넘기에 위험한 곳이었으므로 사람들이 '모여서' 넘는다는 뜻의 '모아재'라는 우리말 이름이 먼저 붙여졌고,:267-268 이 '모아재'라는 고개의 이름으로부터 모악이라는 산의 명칭이 유래되었다가 음운변화로 인해 무악산으로 변하였다는 것이 있다.:338
그 밖에 언급되는 가설로는 태조 이성계가 조선의 새 도읍지를 물색하던 중에 하륜이 무악 일대를 추천하자, 태조가 '무학'(無學) 대사와 함께 이곳을 방문하였으므로 그 지명을 '무학'이라고 부르던 것이 '무악'으로 바뀌게 되었다는 것이 있으나, 이는 신빙성이 적다.:338 무학 대사가 풍수지리적 조언을 넘어 조선의 도읍지 결정에 실질적 영향을 끼쳤다는 이야기는 태조실록 등 조선 초기의 기록에는 전혀 확인되지 않다가 조선 후기에 들어 갑자기 등장하는 민간전승으로,:84-86 후대에 한양의 풍수지리적 문제점을 운운하기 위해 만들어진 하나의 설화에 가까운 것으로 평가된다.:103-104

### 그 밖의 이름들
기록상 가장 오래 전에 확인되는 이 산의 이름은 고려사 및 동국여지비고에서 고려의 옛 남경(조선의 한양) 서쪽 경계를 언급할 때 부른 '기봉' 또는 '기산'(岐山)이라는 이름이다. 또한 이 산은 조선 시대에 봉화대를 두고 있었으므로 봉화뚝, 봉우재 등의 이름으로도 불렸다.:339
한편으로 안산의 남쪽 봉우리 205m 고지에는 '금화산'(金華山)이라는 이름이 붙어 있는데, 이는 독립문역사거리에서 서대문구 방향으로 이어지는 성산로의 '금화터널'과 인근의 '서울금화초등학교'의 명칭 유래가 되었다.:342

## 역사

### 조선 시대
조선 전기의 문인 성현이 지은 용재총화에 의하면 안산의 무악재에서 모화관 및 영은문 방향으로 이어지는 의주로 주변에는 예로부터 밤나무와 소나무의 수목이 무성하여 활쏘기 놀이터로써 많은 사람들이 모여들었다고 한다.:344
안산은 널리 알려진 옛 이름 '무악'으로도 조선 시대에 지속적으로 언급되어 왔는데, 이는 북악산이 아닌 무악을 도읍(도성)의 주산(主山)으로 삼아야 한다는 하륜의 풍수지리적 관점이 당대에 적지만 지속적인 지지를 얻고 있었기 때문이다. 세종 때에 연희궁이라는 이궁을 오늘날의 연희동 주변에 두게 된 것은 이러한 관점을 반영한 것이다.:340
옛 역사 속에서 안산이 주된 지리적 공간으로 등장하는 또 다른 맥락은 1642년에 일어난 이괄의 난으로, 이괄이 진압된 길마재 전투는 이곳 안산과 그 무악재 고개를 배경으로 하고 있다.:342
안산에는 효장세자의 초장지 이외에 상계군, 익평군 등의 왕족의 무덤도 안산과 안산 주변지역에 조성되었다.(연희궁 묘터) 그러나 뒤에 조선 왕족의 묘소는 점진적으로 타지역으로 이장되었다.

### 현대 시대
안산은 1977년 7월 9일에 그 일대가 안산공원으로 지정되었으며 오늘날에는 안산도시자연공원으로 불리고 있다. 1990년부터는 남측 연희동 지역에 자작나무, 물푸레나무 등의 환경림을 조성하였으며,:78 1994년에는 서울의 정도 역사 600년을 기념하여 무악산 동봉수대 터에 조선 시대의 옛 봉수대가 복원되었다.:205

## 자연지리
안산은 인왕산 줄기로부터 연속되어 나온 산으로, 서울이 고려의 옛 남경이던 시절에도 인왕산이 아닌 안산을 서쪽 경계로 두고 있었던 것은 안산이 인왕산의 일부에 가까운 지형적 특성을 고려하였음을 알 수 있다. 안산의 동북측 사면은 중생대 쥐라기 대보 화강암 서울 화강암, 서남측 사면은 선캄브리아기 편마암으로 구성되며 봉우리는 화강암으로 이루어진 잔구 형태를 띄고 있다.:343
안산의 식생 분포는 동남측에 분포한 대규모의 아까시나무 군락이 대종을 이루고 있지만, 그 밖에도 동북측 암반지역에는 소나무가, 서남측 사면에는 1990년도부터 조성된 자작, 산벚, 물푸레, 잣나무 등이 분포하며, 정상부에는 팥배, 상수리, 오리나무가 자라고 있다.:78

## 같이 보기
- 무악재
- 홍제동 (서울)
- 현저동
- 서울안산초등학교
- 서대문독립공원
- 서울특별시의 지질
- 한국의 화강암